# Ucar (plaats in Azerbeidzjan)
Ucar (ook: Ujar) is een stad in Azerbeidzjan en is de hoofdplaats van het district Ucar.
De stad telt 17.100 inwoners (01-01-2012).